# Entrichopteris eberhardi
Entrichopteris eberhardi är en stekelart som beskrevs av Yoshimoto 1990. Entrichopteris eberhardi ingår i släktet Entrichopteris och familjen dvärgsteklar.
Artens utbredningsområde är Colombia. Inga underarter finns listade i Catalogue of Life.